# Acaena profundeincisa
Acaena profundeincisa é uma espécie de rosácea do gênero Acaena, pertencente à família Rosaceae.